# Лезињано де Бањи (Парма)
Лезињано де Бањи (итал. Lesignano de' Bagni) је насеље у Италији у округу Парма, региону Емилија-Ромања.
Према процени из 2011. у насељу је живело 3825 становника. Насеље се налази на надморској висини од 257 м.

## Становништво
Према резултатима пописа становништва 2011. у општини је живело 4.759 становника.
| 1931. | 1936. | 1951. | 1961. | 1971. | 1981. | 1991. | 2001. | 2011. |
| ----- | ----- | ----- | ----- | ----- | ----- | ----- | ----- | ----- |
| 4.462 | 4.176 | 3.687 | 2.990 | 2.257 | 2.543 | 2.979 | 3.825 | 4.759 |

## Партнерски градови
- Шапоно